# Ladislav Troják
Ladislav Troják, född 15 juni 1914 i Košice, död 8 november 1948 i Engelska kanalen, var en tjeckoslovakisk ishockeyspelare.
Han blev olympisk silvermedaljör i ishockey vid vinterspelen 1948 i Sankt Moritz.